# Нуньес Портуондо, Эмилио
Эми́лио Ну́ньес Портуо́ндо (13 сентября 1898 — 19 августа 1978) — кубинский политический деятель, премьер-министр Кубы в 1958 году.

## Биография
Сын генерала Эмилио Нуньеса Родригеса, который был вице-президентом Кубы, мэром Гаваны и министром сельского хозяйства Кубы; брат Рикардо Нуньеса Портуондо, кандидата в президенты Кубы в 1948 году. Был женат три раза и имел пятерых детей: Эмилио Нуньес Бланко, Рукардо Нуньес Гарсиа, Мария Стана Нуньес Гарсия, Долорес Брунильда Нуньес Фабрега и Фернандо Нуньес Фабрега.
Окончил Гаванский университет в 1919 году. Затем работал послом Кубы в Панаме, Перу, Нидерландах, Бельгии и Люксембурге. С 6 по 12 марта 1958 года был премьер-министром Кубы при диктаторе Фульхенсио Батисте. Его сын, Эмиль Нуньес Бланко, был женат на бывшей первой жене Фиделя Кастро, Мирте Диас-Баларт.

## Смерть
Умер в 1978 году в Панаме, похоронен там же.